# Mangerton Mountain
Mangerton Mountain är ett berg i republiken Irland.   Det ligger i grevskapet Ciarraí och provinsen Munster, i den sydvästra delen av landet, 270 km sydväst om huvudstaden Dublin. Toppen på Mangerton Mountain är 839 meter över havet, eller 583 meter över den omgivande terrängen. Bredden vid basen är 15,8 km.
Terrängen runt Mangerton Mountain är huvudsakligen kuperad.Runt Mangerton Mountain är det glesbefolkat, med 8 invånare per kvadratkilometer. Närmaste större samhälle är Killarney, 9,3 km norr om Mangerton Mountain. Trakten runt Mangerton Mountain består i huvudsak av gräsmarker.